# Equatoria Orientale
L'Equatoria Orientale (in arabo شرق الاستوائية‎?, Sharq al-'Istiwa'iyah) è uno dei dieci stati del Sudan del Sud. La capitale è Torit.
Copre una superficie di 73.472 km² e confina con l'Uganda a sud, il Kenya nel sud-est e l'Etiopia nel nord-est, l'Equatoria Centrale ad ovest e il Jonglei al nord. Il Triangolo di Ilemi, situato tra l'Equatoria Orientale e il Lago Turkana, è stato oggetto di controversia tra i confinanti Sudan, Kenya ed Etiopia.

## Suddivisioni amministrative
L'Equatoria centrale è suddivisa in 8 contee:
- Torit
- Lafon/Lopa
- Magwi
- Ikotos
- Budi
- Kapoeta Settentrionale (Riwoto)
- Kapoeta Meridionale
- Kapoeta Orientale (Narus)